# Hezuo (köping i Kina, Jiangsu)
Hezuo (kinesiska: 合作, 合作镇) är en köping i Kina. Den ligger i provinsen Jiangsu, i den östra delen av landet, omkring 270 kilometer öster om provinshuvudstaden Nanjing. Antalet invånare är 53254. Befolkningen består av 30 013 kvinnor och 23 241 män. Barn under 15 år utgör 9,0 %, vuxna 15-64 år 69 %, och äldre över 65 år 20,0 %.
Genomsnittlig årsnederbörd är 1 224 millimeter. Den regnigaste månaden är juli, med i genomsnitt 179 mm nederbörd, och den torraste är januari, med 36 mm nederbörd.